# Chanh ngọt

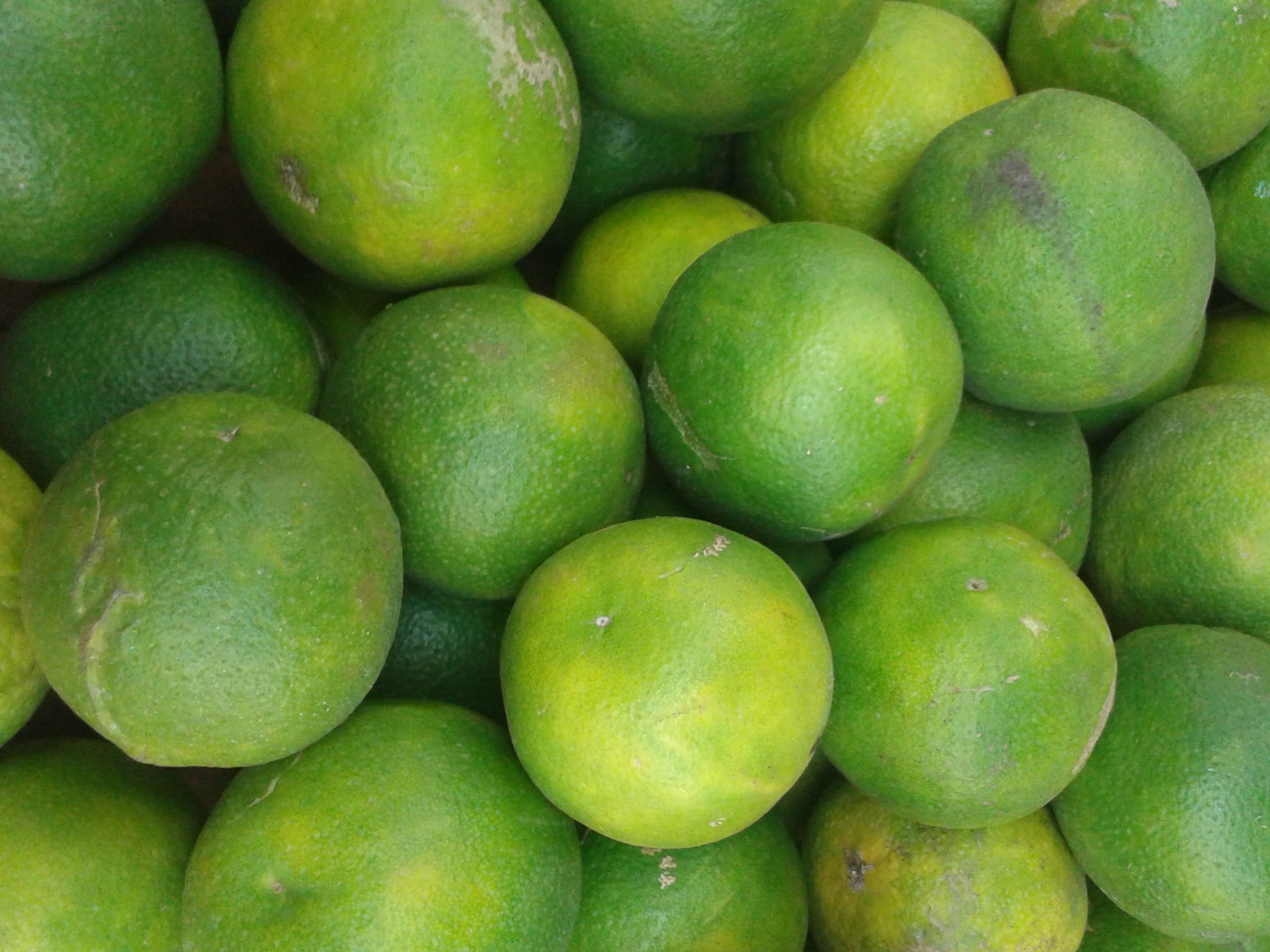
Limetta

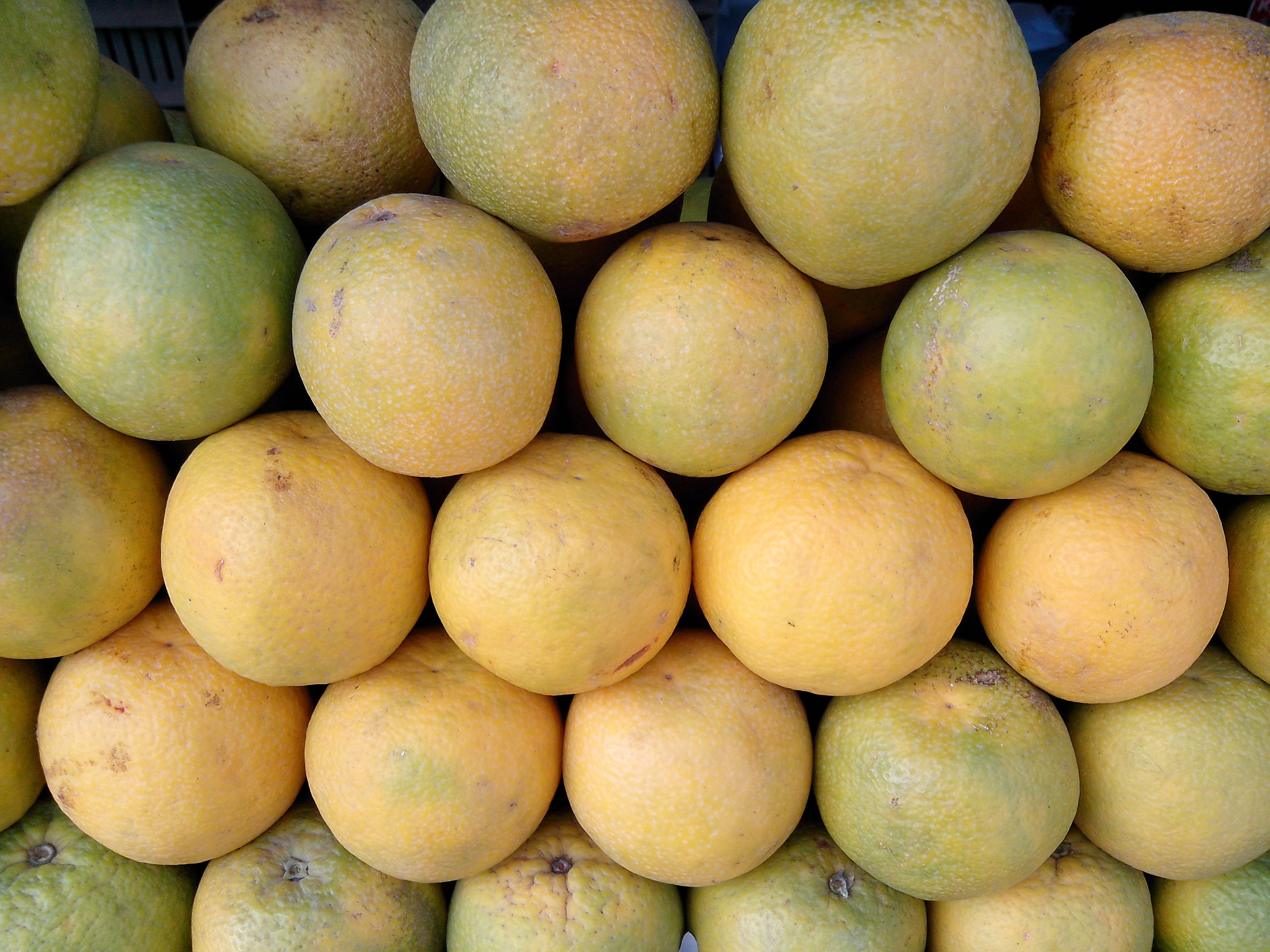
Chanh ngọt Salem

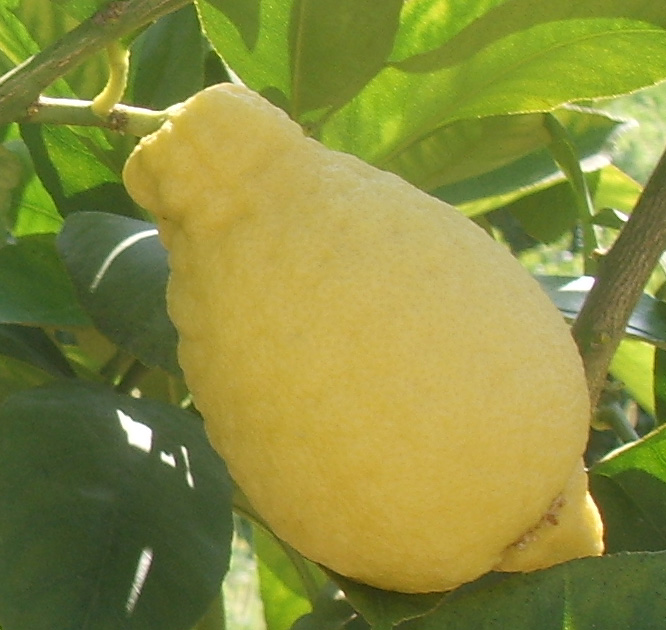
Lumia

Chanh ngọt đề cập đến nhiều giống lai có chứa ruột và nước sinh tố có hàm lượng axit thấp. Chúng là giống lai thường tương tự như chanh vàng hoặc chanh thường, nhưng có ít nguồn gốc thanh yên. Chanh và chanh ngọt không bị tách rời nhau 
Chanh ngọt,  Citrus limettioides  Tan. (đồng bộ.  C. lumia  Risso et Poit.), thường bị nhầm lẫn với chanh ngọt,  C. limetta  Tan., (q.v. theo LEMON), ở một số khu vực nhất định, được gọi là "chanh ngọt". Trong một số tài liệu, không thể biết loại trái cây nào đang được thảo luận.

 Cùng một loại cây cũng có thể được biết đến bằng các tên khác nhau:
Chanh ngọt và chanh ngọt không có nguồn gốc từ chanh hoặc các loại chanh phổ biến hơn, cũng không đại diện cho một nhóm đơn ngành, đã phát sinh từ việc lai tạo giữa các giống cam quýt khác biệt. Cây và trái cây có tên chung là chanh ngọt hoặc chanh ngọt bao gồm:
- Citrus limetta, hoặc chanh ngọt Ba Tư, nhỏ và tròn như một loại chanh thông thường, với nước ngọt, một giống cam đắng.[3]
- Lumia, một loại trái cây khô lớn như trái thanh yên có hình quả lê và không nhất thiết phải ngọt. Đây là một nhóm hỗn hợp: một quả đã được tìm thấy là kết quả của việc lai chanh với cây lai chanh / bưởi,[4] thành viên thứ hai là hỗn hợp micrantha / citron.[3]
- Chanh ngọt của người Palestine, Citrus × latifolia, chủ yếu được sử dụng làm gốc ghép, một giống cây chanh / quýt / bưởi.[3]
- Ujukitsu, Citrus ujukitsu, hoặc 'nước chanh quả, có khả năng giống như tangelo, một phép lai giữa Kishu mikan với một bưởi,[5] được sản xuất bởi người nghiên cứu cam quýt tiên phong.[cần dẫn nguồn]